# Trapezites argenteoornatus
Trapezites argenteoornatus là một loài bướm ngày thuộc họ Bướm nhảy. Loài này có ở Tây Úc.
Sải cánh dài khoảng 30 mm.
Ấu trùng ăn Acanthocarpus preissii, Acanthocarpus verticillatus, and Acanthocarpus robustus.

## Hình ảnh

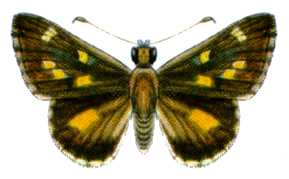
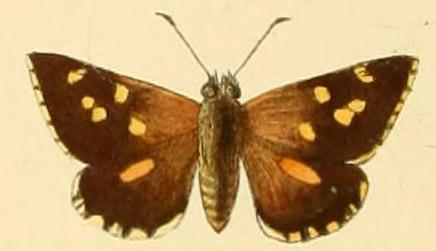